# Tephrina ningwuana
Tephrina ningwuana är en fjärilsart som beskrevs av Eugen Wehrli 1940. Tephrina ningwuana ingår i släktet Tephrina och familjen mätare. Inga underarter finns listade i Catalogue of Life.